# Skeidsrinden
Skeidsrinden är en bergstopp i Antarktis. Den ligger i Östantarktis. Norge gör anspråk på området. Toppen på Skeidsrinden är 2 436 meter över havet.
Terrängen runt Skeidsrinden är varierad. Trakten är obefolkad. Det finns inga samhällen i närheten. 